# Raczyński-Palast

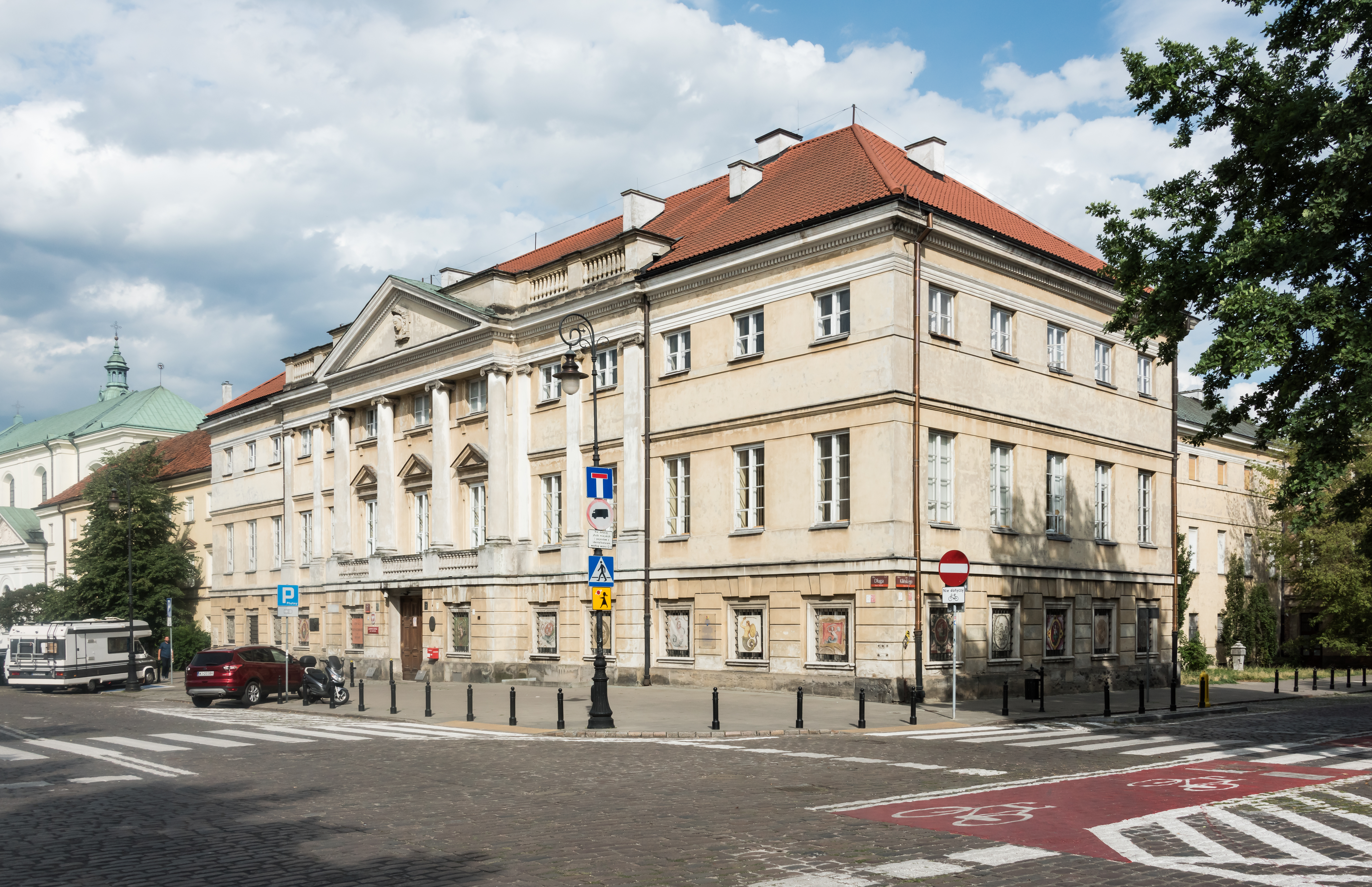
Ansicht des Kerngebäudes des Palastes an der Ulica Długa aus südlicher Richtung

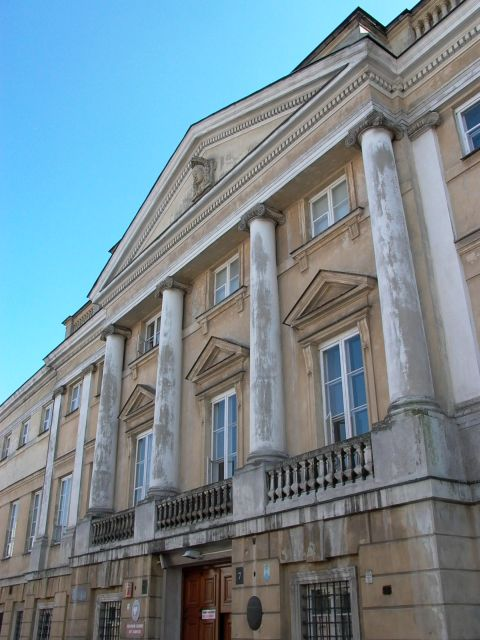
Frontfassade des Palastes mit Portikus und Justitia-Symbol (Frauenkopf mit Augenbinde) im Dreiecksgiebel

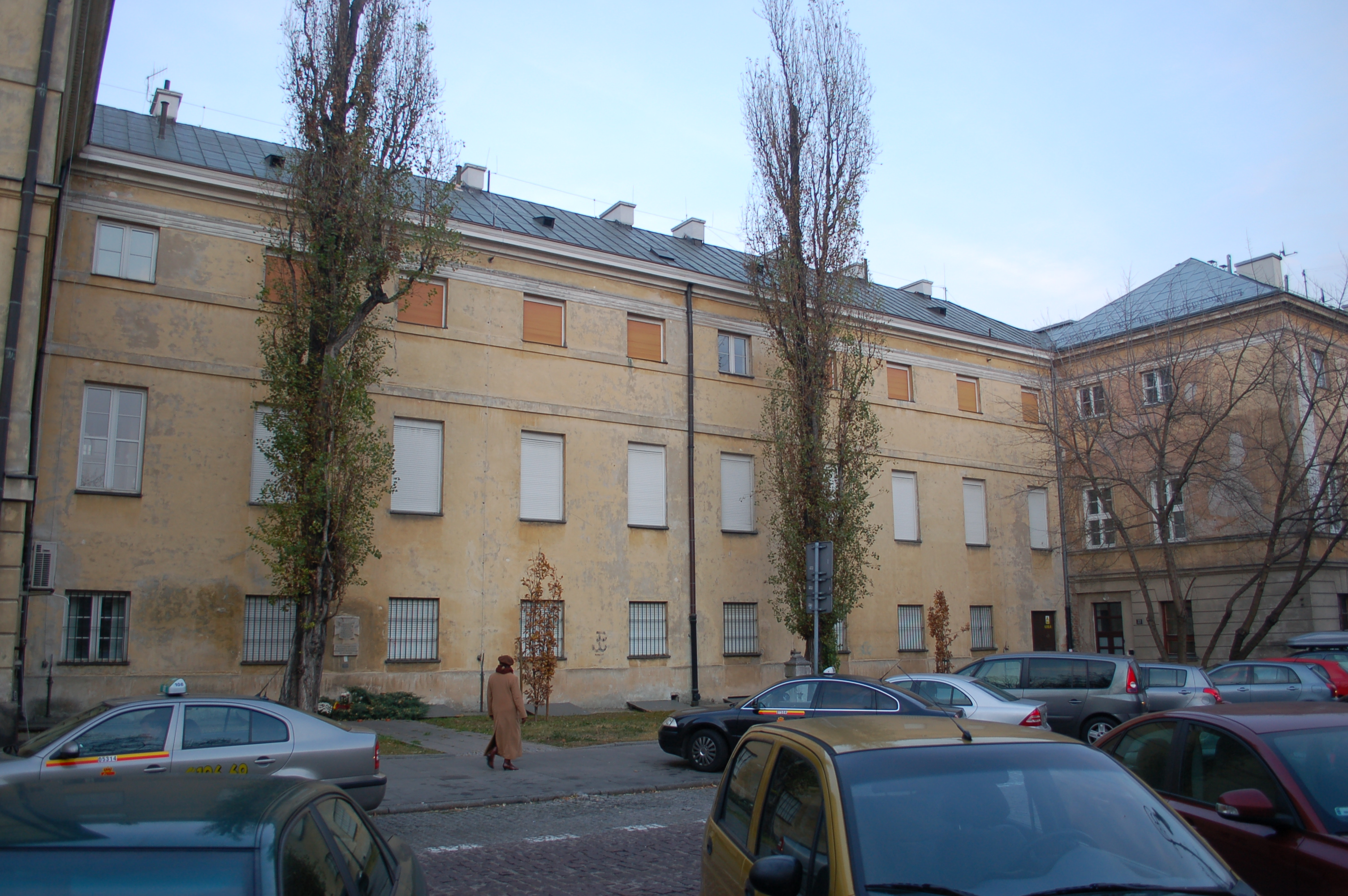
Der südliche Seitenflügel mit kleiner Rasenfläche und Gedenkstellen

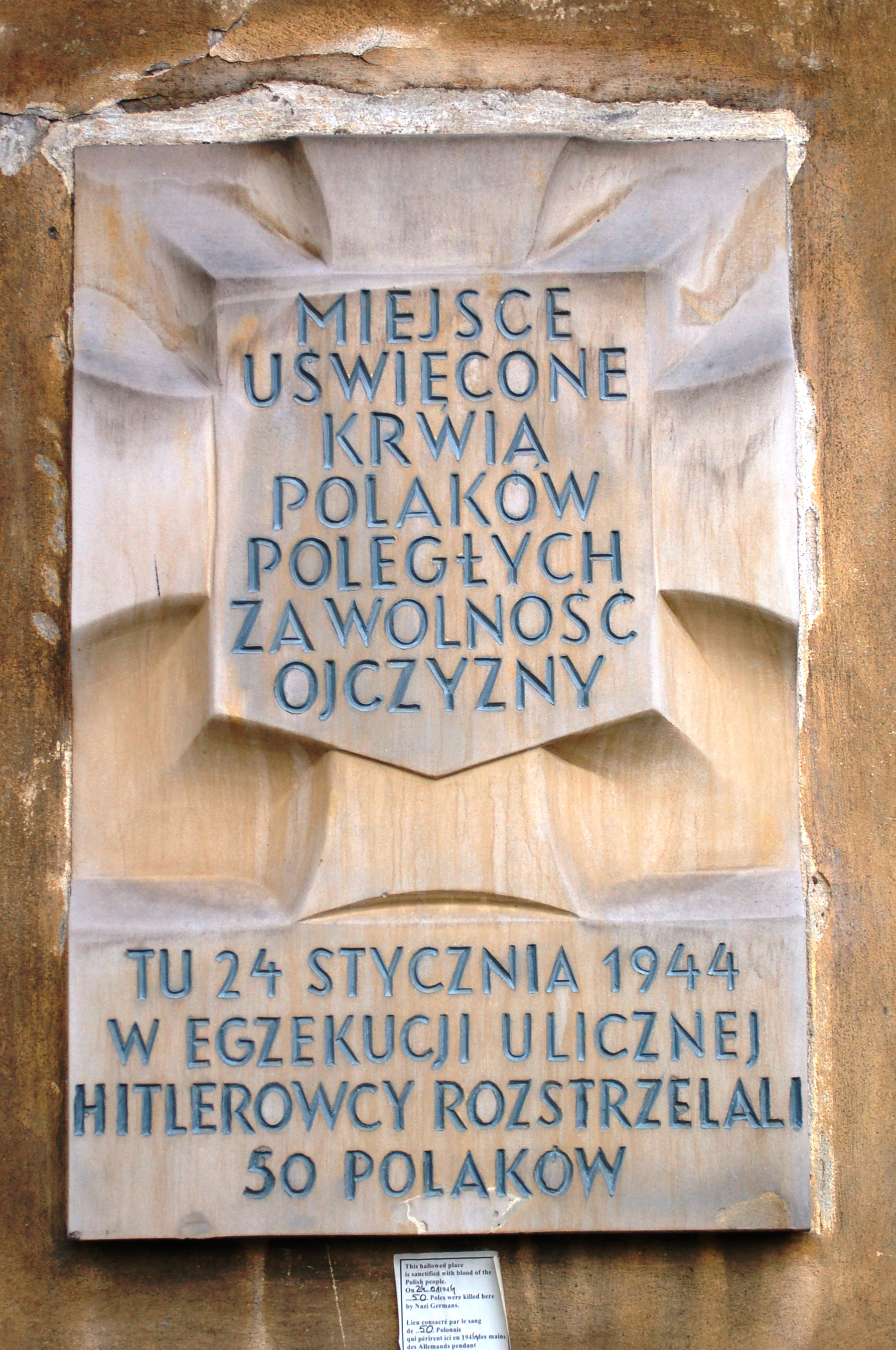
Exekutions-Gedenktafel am Südflügel

Der Warschauer Raczyński-Palast (polnisch: Pałac Raczyńskich) befindet sich an der Ulica Długa 7 in der sogenannten Neustadt, die heute zum Innenstadtdistrikt der Stadt gehört.

## Geschichte
Ursprünglich stand hier ein Haus von Franciszek Witthoff. In den Jahren 1702 bis 1704 wurde an dessen Stelle für den Stadtrat Jakub Schultzendorff ein größeres Barockgebäude – vermutlich nach einem Entwurf von Tylman van Gameren – erbaut. Im Jahr 1717 erwarb es der Bischof Felicjan Konstanty Szaniawski, der Umbauten vornehmen ließ. In Folge waren Jan Szembek und Stanisław Mycielski Besitzer des Palastes.

### Kazimierz Raczynski
1787 gelangte das Gebäude in den Besitz des Generals Filip Nereusz Raczyński, der es bald darauf an seinen Vetter und Schwiegervater, den Hofmarschall Kazimierz Raczyński weitergab. Von 1786 bis 1789 wurde der Palast nach einem Entwurf von Johann Christian Kamsetzer für den neuen Besitzer von Grund auf im klassizistischen Stil umgestaltet. Von der damals angefertigten Inneneinrichtung ist besonders der klassizistische Ballsaal mit seinen Stuckarbeiten und allegorischen Gemälden zum Thema Rechtswesen in der Beletage erwähnenswert.
Wegen des Kościuszko-Aufstandes musste Raczynski 1794 die Stadt verlassen. In Folge nutzte der polnische Staat den Palast und richtete hier zunächst den Sitz des Obersten Nationalen Rates (polnisch: Najwyższa Rada Narodowa) ein. Später (während der Napoleonischen Kriege) wurden hier Unterkünfte für französische Offiziere eingerichtet, in denen auch Louis-Nicolas Davout und Joachim Murat wohnten. 1827 verkauften die Erben Raczynskis den Palast an das russisch bestimmte Königreich Polen. Die Regierung nutzte das Gebäude zur Unterbringung der Staatlichen Justiz-Kommission (polnisch: Komisja Rządowa Sprawiedliwości) und ab 1876 als Sitz des Handelsgerichtes (polnisch: Sąd Handlowy) und des Präsidenten der russischen Gerichtsoberbehörde (polnisch: Izba Sądowa).
Von 1853 bis 1854 wurde ein Anbau (zur rückwärtigen Ulica Podwale) zum Betrieb eines Restaurants errichtet. Zwischen den Kriegen war im Palast das polnische Justizministerium untergebracht. Um 1930 leitete Marian Lalewicz die Restaurierung des Gebäudes.

### Zweiter Weltkrieg und Nachkriegszeit
Während der Besetzung Warschaus im Zweiten Weltkrieg war im Palast das Sondergericht Warschau, ein deutsches Obergericht, die höchste Gerichtsinstanz im besetzten Polen, tätig.
Bei den Kämpfen des Warschauer Aufstandes diente das Gebäude als Lazarett; SS-Einheiten verübten hier 1944 ein Massaker an rund 430 Verwundeten, woran eine Gedenktafel im Innenbereich des Palastes erinnert. 1944 wurde der Palast abgebrannt. Unter Władysław Kowalski und Borys von Zinserling (1889–1961), Architekt und Lehrer an der Politechnika Warszawska, erfolgte der Wiederaufbau des Gebäudes in den Jahren 1948 bis 1950. Von 1972 bis 1976 wurde auch der große Ballsaal wiederhergestellt; er ähnelt dem Saal des Łazienki-Palastes.
Der klassizistische Palast ist dreigeschossig, steht auf einem rechteckigen Grundriss und verläuft in der Flucht der Bebauung der Długa. Die Vorderfassade wird von einem viersäuligen, ionischen Portikus dominiert. An den Palast schließen sich im rückwärtigen Bereich zwei rund 40 Meter lange Flügelbauten an. Auch diese Bauten sind dreigeschossig, sind aber mit einem flacheren Dach als der Kernbau ausgeführt. Der südliche an der Ulica Jana Kilińskiego verlaufende Flügel ist um rund 5 Meter eingerückt, auf der so zur Straße entstehenden Grünfläche befinden sich Gedenkstätten zum Warschauer Aufstand. Der Nordflügel verläuft auf Höhe des Kerngebäudes; so entsteht zwischen den beiden Flügeln ein Innenhof, der heute als Parkplatz genutzt wird. Derzeit befindet sich im Gebäude das Hauptarchiv für Alte Akten (polnisch: Archiwum Głowne Akt Dawnych).

## Verweise